# Mengistu Haile Mariam
Mengistu Haile Mariam (Amhaars: ሊየተና ኮሎኔል መንግስቱ ኃይለ ማርያም) (Wollamo of Walayitta, 21 mei 1937), is een Ethiopisch militair en voormalig president van Ethiopië. Het Amhaarse Haile Mariam betekent "De kracht van Maria" en Mengistu betekent "macht". Hij zou het onwettige kind zijn van baron Kebele. Op diens kosten volgde hij een militaire opleiding.

## Staatsgreep en terreur
Als jonge officier speelde Mengistu een sleutelrol tijdens de staatsgreep van 12 september 1974 die een einde maakte aan het bewind van keizer Haille Selassie I. Mengistu werd vervolgens lid van de Dergue. In 1975 werd de monarchie afgeschaft en in 1977 werd Ethiopië een volksrepubliek. Brigadegeneraal Tafari Benti (1921-1977), de voorzitter van de Dergue, werd in 1977 om het leven gebracht, waarna Mengistu het voorzitterschap van de Dergue op zich nam. In december 1979 werd hij tevens voorzitter van de Partij van de Arbeiders van Ethiopië (COPWE).
Vanaf het begin deed Mengistu zich kennen als een meedogenloos dictator die de Rode Terreur (Qey Shibir) uitoefende. Tegenstanders van links en rechts werden opgepakt, opgesloten of gedood. In 1975 kwamen zowel ex-keizer Haille Selassie als de patriarch van de Ethiopisch-orthodoxe Kerk om het leven onder verdachte omstandigheden. Linkse studenten die zich tegen Mengistu's bewind keerden werden opgepakt. In de periode februari 1977 tot juni 1978 waren er 10.000 politieke moorden in de hoofdstad alleen.

## Oorlogen
Van 1974 tot 1988 geraakten Ethiopië en Somalië omwille van het Ogaden-grensgebied in een oorlog verwikkeld. Het Ethiopische regime werd op grote schaal gesteund door de Sovjet-Unie en haar satellieten Cuba en Oost-Europa, terwijl het Somalische regime van Siyad Barre op grote schaal steun ontving van de Verenigde Staten. Daarnaast leverde het Ethiopische leger ook nog strijd tegen de Eritrese bewegingen die naar een onafhankelijk Eritrea streefden. De oorlog van Mengistu in de periode 1978-1980 tegen de afscheidingsbeweging van Eritrea zorgde naar schatting voor 80.000 dodelijke slachtoffers – zonder de doden ten gevolge van honger mee te tellen.
Net als de vroegere keizers streefde ook Mengistu naar een groot Ethiopië.
In 1988 sloot hij vrede met Somalië, maar de strijd tegen de Eritrese afscheidingspartijen ging onverminderd door. Daarnaast vocht ook het socialistische Ethiopisch Volksrevolutionair Democratisch Front (EPRDF) tegen Mengistu's bewind, evenals de aanhangers van het Volksbevrijdingsfront van Tigray (TPLF). Deze laatste beweging streefde naar onafhankelijkheid of in ieder geval verregaande autonomie van Tigray. In 1989 fuseerden alle verzetsbewegingen en gingen op in het EPRDF.
In juni 1988 werden 2.500 inwoners van Hawzen in Tigray gedood bij een bombardement van de regeringsluchtmacht.

## Binnenlands beleid
De Sovjet-Unie eiste de oprichting van een politieke partij door de Dergue. In 1984 werd de Arbeiderspartij van Ethiopië opgericht en werd Mengistu secretaris-generaal van deze partij, opvolger van de COPWE. In 1987 werd hij president en proclameerde de Democratische Volksrepubliek Ethiopië.
Mengistu's radicale politiek om Ethiopië om te vormen tot een marxistische volksrepubliek bezorgde hem veel vijanden in binnen- en buitenland. Zijn plannen om landbouwcollectieven in te stellen stuitten op veel verzet en verergerden de nieuwe hongersnood. Er ontstond een hongersnood in Ethiopië waarbij ongeveer 25% van de bevolking werd getroffen. De gevolgen van de hongersnood werden verergerd door de verarming van miljoenen boeren ten gevolge van de gewelddadige inbeslagnames van voedsel door de communistische regering. Door deze inbeslagnames en hoge belastingen moesten veel boeren hun vee verkopen. Toen de hongersnood in 1982 begon als gevolg van de langdurende droogte, werd de crisis verder verzwaard door de ontwrichting van de private handel tussen verschillende gebieden, volgend op de arrestatie van handelaren. De communistische regering verbood organisaties om in regio’s - met uitzondering van Welo - steun te leveren. Ook werd hulp bestemd voor de Tigray-bevolking aan deze onthouden.
Om meer steun te vinden onder de bevolking, zocht Mengistu eind jaren '80 steun bij de Ethiopisch-orthodoxe Kerk en beloofde hij de landhervormingen stil te leggen. In maart 1990 brak Mengistu met het marxisme-leninisme en werd Ethiopië een "gewone" republiek. De EWP verloor haar monopoliepositie en een meerpartijenstelsel werd ingevoerd.

## Ballingschap
Dit alles mocht echter niet baten en in 1991 week Mengistu uit naar Zimbabwe, onder bescherming van president Robert Mugabe. Tijdens een tribunaal in Ethiopië (1994-2006) werd hij schuldig bevonden en in januari 2007 bij verstek veroordeeld tot levenslange gevangenisstraf. Het openbaar ministerie was hier echter niet tevreden mee en eiste de doodstraf. In mei 2008 werd Mengistu door het Ethiopische hooggerechtshof bij verstek ter dood veroordeeld.